# Emmenopterys henryi
Emmenopterys henryi is een bladverliezende boom uit de sterbladigenfamilie. 
De soort komt in het wild voor in zuidelijk China en Vietnam. 
De boom is genoemd naar Augustine Henry, net zoals bijvoorbeeld de Chinese wilde wingerd (Parthenocissus henryana). 

## Beschrijving
Emmenopterys henryi is meestal een kleine boom of grote struik (8-12m hoog) die zich breed (meer dan 8 meter) uitspreidt. Hij heeft ovale tot eironde bladeren die tot 20 cm lang kunnen worden. De bladeren zijn van boven donkergroen, van onderen bleker en bronsachtig paars als ze net uitlopen. Als de boom volwassen is kan ze bloeien met trossen trechtervormige witte bloemen. De bloemen hebben een doorsnee van 2,5 cm; sommige hebben een groot, wit schutblad.
In 2004 is tijdens een expeditie in een gebied waar Emmenopterys henryi van nature voorkomt een boom gevonden van 45 meter hoog, die vermoedelijk 1.000 jaar oud was.
In cultuur in West-Europa bloeit Emmenopterys henryi zelden.

## In Europa
De boom werd in 1907 voor het eerst in Europa geïntroduceerd, door Ernest Henry Wilson. Hij noemde Emmenopterys henryi "een van meest opvallend mooie bomen van de Chinese bossen."

## Bloei
In cultuur bloeit Emmenopterys henryi zelden. Als dat dan toch een keer gebeurt, bijvoorbeeld in een arboretum, is het voorpagina-nieuws. Voorbeelden: 
- de eerste bloeiende Emmenopterys henryi in Europa: in 1971 in de botanische tuin van Villa Taranto aan het Lago Maggiore in Italië.[4]
- In 1987 bloeide de eerste boom in Engeland in Wakehurst Place Garden (Sussex). Die boom was al 75 jaar oud.[5]
- In 2007 bloeiden twee jonge bomen (ze waren nog maar zes jaar oud) in Quarryhill Botanical Garden in Sonoma County, Californië.[5]
- In 2006, 2009 en 2013 bloeide een Emmenopterys henryi in Arboretum Kalmthout.[2] In 2016 bloeide de boom in Kalmthout opnieuw.[6]